# Марія Віоланте Плачидо
Марі́я Віола́нте Пла́чидо (італ. Maria Violante Placido; 1 травня 1976, Рим, Італія) — італійська акторка та співачка.

## Біографія
Дочка актора і режисера Мікеле Плачидо («Спрут») і акторки Сімонетти Стефанеллі («Хрещений батько»). 
Віоланте Плачидо дебютувала у стрічці Енцо Негроні «Jack Frusciante è uscito dal gruppo». З тих пір знялася в понад десятці фільмів, включаючи «Fade to Black» («Відхід у чорне») Олівера Паркера. 
У 2005 році Віоланте випустила англомовний альбом «Don't Be Shy», всі пісні до якого написала сама. Після вдалого музичного туру, об'їхавши всю Італію, вирішила продовжити музичну кар'єру і зараз працює над другим альбомом.

## Фільмографія
- Quattro bravi ragazzi (1993)
- Vite strozzate (1996)
- Jack Frusciante è uscito dal gruppo (1996)
- Farfalle (1997)
- A deadly compromise (2000)
- L'anima gemella (2002)
- Ciao America (2002)
- Ginostra (2002)
- Ora o mai più (2003)
- Gli indesiderabili (2003)
- Che ne sarà di noi (2004)
- Ovunque sei (2004)
- Raul — Diritto di uccidere (2005)
- «Затемнення» (англ. Fade to Black) (2006)
- Il giorno + bello (2006)
- La cena per farli conoscere (2006)
- Dissolvenza al nero (2007)
- Lezioni di cioccolato (2007)
- La luna nel deserto (2008)
- Barah Aana (2009)
- Sleepless (2009)
- The American (2010)
- Ghost Rider — Spirito di vendetta (Ghost Rider: Spirit of Vengeance) (2012)
- Il cecchino (Le Guetteur) (2012)
- Дольче Вілла (2025)

## Джерело
- Сторінка в інтернеті [Архівовано 14 жовтня 2017 у Wayback Machine.]